# Mierendorffplatz

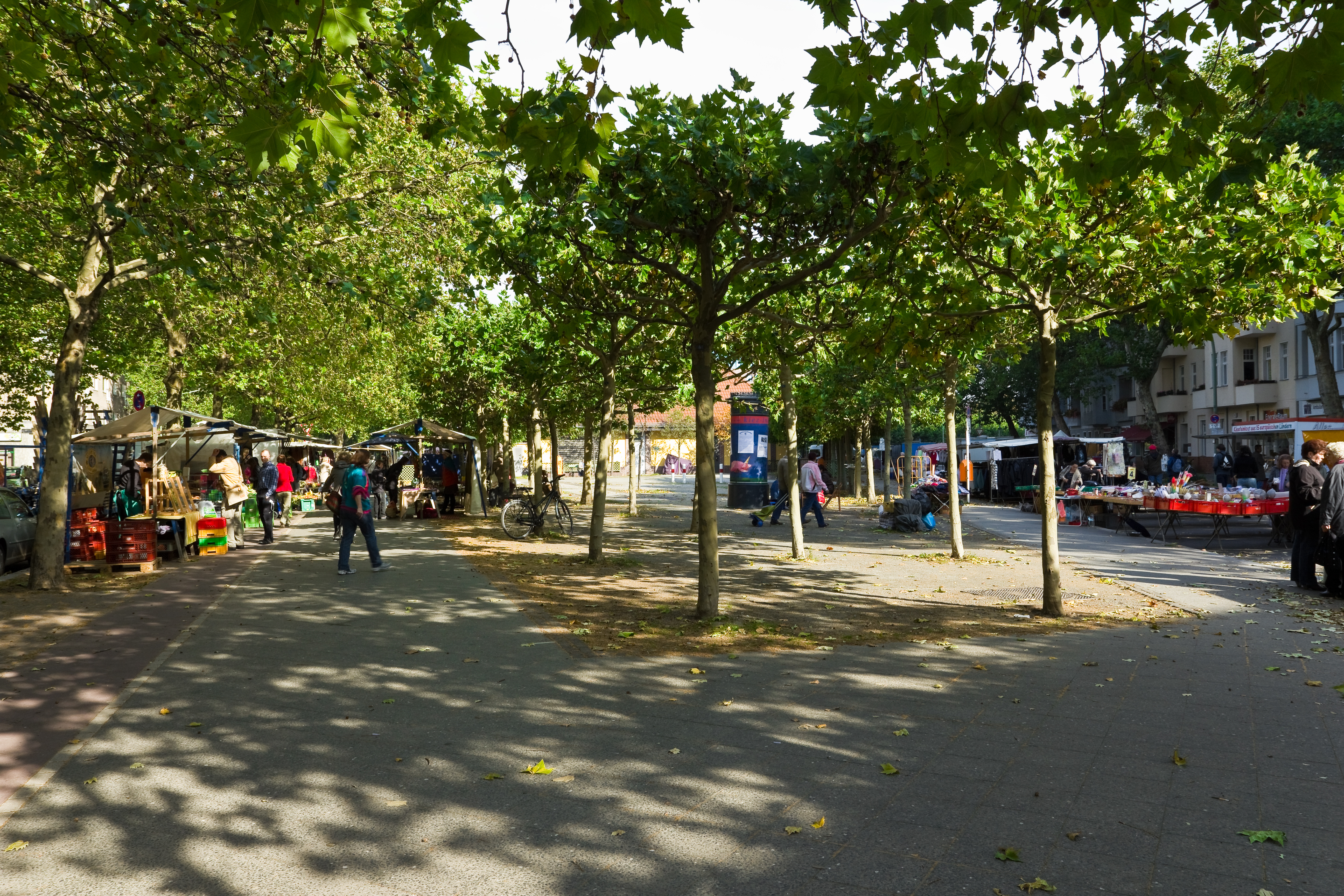
Wochenmarkt auf dem südlichen Teil des Mierendorffplatzes

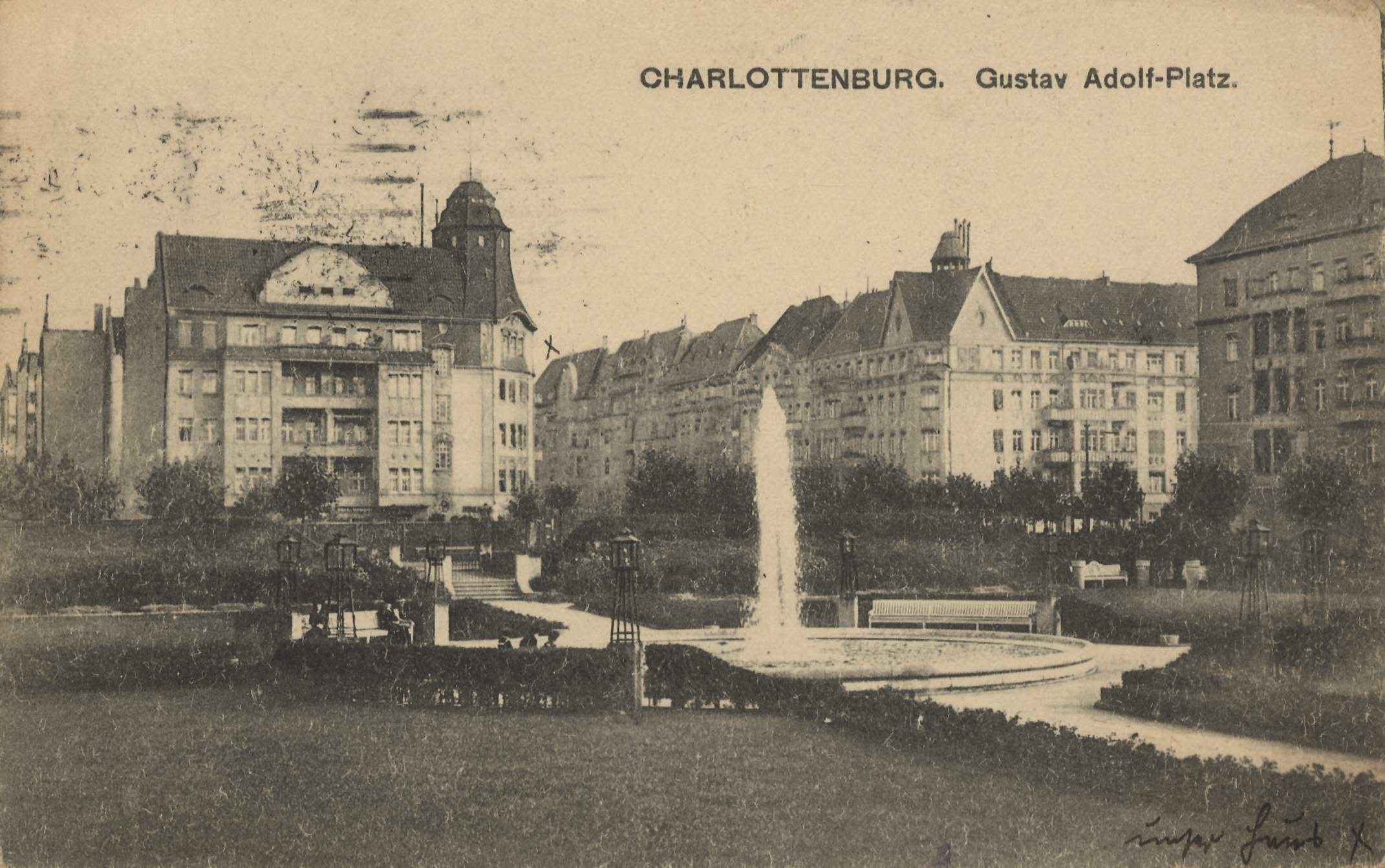
Der seinerzeitige Gustav-Adolf-Platz, um 1917

Der Mierendorffplatz befindet sich im Berliner Ortsteil Charlottenburg an der Kreuzung Keplerstraße Ecke Kaiserin-Augusta-Allee. Von dem rund 9000 m² großen Areal aus verläuft die Mierendorffstraße in Richtung Schloss Charlottenburg und die Kaiserin-Augusta-Allee in Richtung Moabit. Er wurde 1950 nach dem sozialdemokratischen Politiker, Sozialwissenschaftler und Schriftsteller Carlo Mierendorff benannt.
Die bürgerliche Wohngegend um den Platz wird im Berliner Volksmund auch Mierendorff-Kiez genannt. Der historische Name der Ortslage, Kalowswerder, ist hingegen kaum noch verbreitet. Der Mierendorffkiez gehört zum Bundestagswahlkreis Berlin-Spandau – Charlottenburg Nord.
Die gleichnamige geschützte Grünanlage ist eine gewidmete öffentliche Grün- und Erholungsanlage. Sie wurde 1912–1913 nach einem Entwurf des Landschaftsarchitekten Erwin Barth angelegt und ist als Gartendenkmal geschützt.

## Lage und Anbindung
Der Platz liegt im Zentrum der künstlichen Insel, die von der Spree sowie dem Charlottenburger Verbindungs- und dem Westhafenkanal umschlossen wird. Er besteht aus zwei Teilen: Nördlich der Straße Mierendorffplatz ist er als rechteckiger Schmuckplatz mit Springbrunnen ausgebildet, südlich der Straße als dreieckiges Platzareal, auf dem mittwochs und samstags ein Wochenmarkt stattfindet.
Der Mierendorffplatz ist der verkehrsreiche Verbindungspunkt einer Buslinie mit der Linie U7 der Berliner U-Bahn, deren gleichnamiger U-Bahnhof sich unterhalb der Grünanlage befindet und 1980 eröffnet wurde.
Unter dem südlichen Platzareal befindet sich eine Fernwärme-Netzpumpstation der Vattenfall Wärme Berlin AG. Sie fördert bis zu 12.000 m³ Heißwasser pro Stunde, entsprechend einer Wärmetransportleistung von 720 Megawatt, und ist damit die größte derartige Anlage in Berlin. Ein rund 3,5 Kilometer langer Tunnel verbindet die Pumpstation mit den Heizkraftwerken Reuter und Reuter West. Ihr Versorgungsradius liegt bei sieben Kilometern. Das Bauwerk reicht bis in rund 23 Meter Tiefe und wurde von der Bewag in den Jahren 1986/1987 in Senkkastenbauweise errichtet.

## Geschichte
Bei der Planung des umliegenden Wohnviertels für einfache Leute wurde 1887 der Platz bereits berücksichtigt. Er war ursprünglich im Zusammenhang mit dem Reformationsviertel nach König Gustav II. Adolf von Schweden benannt. Erst 1912/1913 wurde die Parkanlage nach den Entwürfen des städtischen Gartenbaudirektors Erwin Barth angelegt. Der Mierendorffplatz ist – im Gegensatz zu den prächtigen und repräsentativen Parkanlagen des ausgehenden 19. Jahrhunderts – eher funktional, aber gleichzeitig anspruchsvoll gestaltet. Der nördliche Teil des Platzes war wiederum in zwei Teile geteilt. Im östlichen Teil ein Spielplatz, im Westen wurde ein Blumengarten angelegt, dessen Achsenkreuz in der Mitte durch einen Springbrunnen ergänzt wird. Im Inneren des Platzes wurden hauptsächlich Rosen gepflanzt. Die Anlage wird durch Platanen eingefasst.
Nach dem Zweiten Weltkrieg wurde der Platz zunächst für Kleingärten genutzt. 1950/1951 erfolgte der Umbau zur Grünanlage, die dann nach Mierendorff benannt wurde. Nach dem Bau des U-Bahnhofs, der in den 1970er Jahren in offener Bauweise errichtet wurde, konnte der Platz in enger Anlehnung an die Pläne von Barth wiederhergestellt werden. Dabei wurden Brunnen, Bänke, Tore und Lampen originalgetreu nachgebildet. Für die historische Rekonstruktion wurde im Jahr 2000 der Gustav-Meyer-Preis (benannt nach dem Landschaftsgestalter Gustav Meyer) verliehen. Eine Gedenktafel erinnert an Barth.